# Amaya Drive (Tranvía de San Diego)
La estación Amaya Drive es una estación de la línea Naranja y la  línea Verde del Tranvía de San Diego, la estación cuenta con cuatro vías y dos plataformas laterales

## Conexiones
- Con las líneas del Sistema de Tránsito Metropolitano MTS 1 y 14 y el autobús 854. Las líneas 1 y 14, solo funcionan los días de semana y el autobús 854 opera todos los días.[1]